# Paweł Szymański (kompozytor)
Paweł Szymański (ur. 28 marca 1954 w Warszawie) – polski kompozytor współczesny. Jeden z najwybitniejszych żyjących polskich twórców muzyki współczesnej. Przedstawiciel postmodenistycznego nurtu zwanego surkonwencjonalizmem. Odznaczony Srebrnym Medalem „Zasłużony Kulturze Gloria Artis” (2005), od 2011 roku członek honorowy Związku Kompozytorów Polskich. Od 2021 członek czynny Polskiej Akademii Umiejętności.

## Życiorys
Studiował kompozycję u Włodzimierza Kotońskiego (1974-78) i Tadeusza Bairda (1978) w Państwowej Wyższej Szkole Muzycznej w Warszawie, którą ukończył z wyróżnieniem. W 1976 brał udział w Międzynarodowej Letniej Akademii Muzyki Dawnej w Innsbrucku, a w latach 1978, 1980 i 1982 – w Międzynarodowych Kursach Wakacyjnych Nowej Muzyki w Darmstadcie. Współpracował ze Studiem Eksperymentalnym Polskiego Radia (1979-81), z Niezależnym Studiem Muzyki Elektroakustycznej (1982-84) i Studiem Muzyki Elektronicznej Akademii Muzycznej w Krakowie (1983). Dzięki stypendium im. Herdera w latach 1984–1985 kontynuował studia u Romana Haubenstocka-Ramatiego w Wiedniu. Był również stypendystą Deutscher Akademischer Austauschdienst w Berlinie (1987-88), gdzie pracował w Studiu Elektronicznym Technische Universität.
Jest laureatem wielu konkursów kompozytorskich. W 1979 otrzymał I nagrodę Konkursu Młodych Związku Kompozytorów Polskich za utwór „Gloria” na chór żeński i zespół instrumentalny (1979). Ten sam utwór w 1981 zajął IV miejsce w kategorii utworów młodych kompozytorów na Międzynarodowej Trybunie Kompozytorów UNESCO w Paryżu. W 1985 kompozycja „Lux aeterna” na głosy i instrumenty (1984) zdobyła jedną z nagród w Konkursie Kompozytorskim Muzyki Sakralnej, organizowanym przez Internationale Bachakademie w Stuttgarcie. W 1988 „Partita III” na klawesyn amplifikowany i orkiestrę (1985-86) zwyciężyła w Konkursie Kompozytorskim im. Benjamina Brittena w Aldeburgh. W 1993 Związek Kompozytorów Polskich przyznał Pawłowi Szymańskiemu swoją doroczną nagrodę. W styczniu 1994 otrzymał Wielką Nagrodę Fundacji Kultury, a w maju tego samego roku utwór „Miserere” na głosy i instrumenty (1993) został przedstawiony przez Program II Polskiego Radia na Międzynarodowej Trybunie Kompozytorów UNESCO w Paryżu i znalazł się w grupie utworów rekomendowanych. W 1995 zdobył główną nagrodę Konkursu Międzynarodowej Fundacji Muzyki Polskiej za motet „In paradisum” na chór męski (1995).
Muzyka Pawła Szymańskiego jest wykonywana na całym świecie (m.in. w Austrii, Wielkiej Brytanii, Kanadzie, Danii, Niemczech, Francji, Holandii, Japonii, na Węgrzech, w Meksyku, Szwecji, we Włoszech, w Stanach Zjednoczonych). Wiele utworów powstało na zamówienie europejskich instytucji i festiwali i zostało prawykonanych przez światowej sławy wykonawców. Do nich należy m.in.: „Partita IV” na orkiestrę (1986) – napisana na zamówienie północnoirlandzkiej rozgłośni BBC dla festiwalu muzyki współczesnej „Sonorities '87" organizowanego przez Queen’s University w Belfaście, prawykonania na tym festiwalu dokonała Ulster Orchestra pod dyrekcją Lionela Frienda; „A study of shade” na małą orkiestrę (1989) – skomponowane na zamówienie Aldeburgh Festival, gdzie utwór został po raz pierwszy wykonany przez Britten-Pears Orchestra, dyrygował Richard Bernas; „Quasi una sinfonietta” na orkiestrę kameralną (1990) – dla zespołu London Sinfonietta, który prawykonał kompozycję w Queen Elizabeth Hall pod batutą Arturo Tamayo; „Sixty-odd pages” na orkiestrę kameralną (1991) – zamówione przez Südwestfunk Baden-Baden i prawykonane podczas Międzynarodowego Festiwalu Muzyki Współczesnej „Warszawska Jesień” przez Südwestfunk Sinfonieorchester Baden-Baden, dyrygowaną przez Mathiasa Bamerta; „Pięć utworów na kwartet smyczkowy” (1992) – powstałych na zamówienie rozgłośni BBC w Bristolu, pierwszy raz wykonanych również podczas Festiwalu „Warszawska Jesień” – grał Kwartet Śląski; „Koncert na fortepian i orkiestrę” (1994) – skomponowany na zamówienie Radio France i tam też prawykonany przez Ewę Pobłocką i Wielką Orkiestrę Symfoniczną Polskiego Radia pod dyrekcją Antoniego Wita; „Recalling a serenade” na klarnet, dwoje skrzypiec, altówkę i wiolonczelę (1996) – napisane na zamówienie Kuhmo Chamber Music Festival, w ramach którego prawykonania dokonał klarnecista Kari Kriikku i Kwartet Śląski.
W latach 1982–1987 wykładał na Wydziale Kompozycji, Teorii i Dyrygentury Akademii Muzycznej w Warszawie. Jest członkiem Związku Kompozytorów Polskich. Był także członkiem Zarządu Głównego (1989-99), wiceprezesem (1991-94 i 1997-99) ZKP oraz członkiem Komisji Programowej Festiwalu „Warszawska Jesień” (1987, 1989-99). Wraz z Rafałem Augustynem, Stanisławem Krupowiczem i Lidią Zielińską założył w 1990 wydawnictwo muzyczne „Brevis”. W 1997 z Krzysztofem Knittlem, Stanisławem Krupowiczem i Józefem Patkowskim zainicjował powstanie Fundacji Przyjaciół „Warszawskiej Jesieni”.
W 2006 odbył się Festiwal Muzyki Pawła Szymańskiego, z którego w 2007 Polskie Wydawnictwo Audiowizualne wydało czteropłytowy album.
Twórczość Pawła Szymańskiego od chwili napisania w roku 1978 „Partity II” – pracy dyplomowej zamykającej okres studiów u Włodzimierza Kotońskiego – jest niezwykle jednorodna stylistycznie. Sam kompozytor stwierdził, że wcześniej poszukiwał wciąż nowych inspiracji, od „Partity II” natomiast obraca się w kręgu określonych idei muzycznych.
Ten obszar można określić jako tworzenie nowego kontekstu z elementów języka tradycji. Wyjściowy materiał dźwiękowy utworów Szymańskiego ma korzenie w przeszłości, często nawiązuje do baroku, ale zawsze jest komponowany. W drugiej fazie procesu twórczego kompozytor to dźwiękowe tworzywo przetwarza, nadaje mu nową strukturę i proponuje słuchaczowi swoistą grę muzycznymi konwencjami.
Muzyka Pawła Szymańskiego jest niezwykle wyrafinowana, poddana zawsze ścisłej dyscyplinie technicznej. Mimo to zdumiewa różnorodnością emocji i nastrojów, sięgających od zmysłowej gry dźwiękowej do metafizycznej zadumy.
W sezonie 2012/2013 Paweł Szymański pełnił rolę kompozytora-rezydenta w Filharmonii Narodowej w Warszawie.
20 kwietnia 2013 odbyła się w Teatrze Wielkim w Warszawie prapremiera dwuaktowej opery Pawła Szymańskiego Qudsja Zaher. Opera została skomponowana z myślą o Oldze Pasiecznik, która została wykonawczynią partii tytułowej.
Stworzył muzykę do filmu Ptaki śpiewają w Kigali.

### it’s fine, isn’t it?
W listopadzie 2021 roku jego nowy utwór it’s fine, isn’t it? na flet i orkiestrę został zdjęty z programu festiwalu Eufonie bez podania przyczyny. Kompozytor zarzucił zastosowanie cenzury organizatorom, próbującym wymuszać na nim usunięcie z utworu minutowego klipu z przetworzonym nagraniem publicznej wypowiedzi Jarosława Kaczyńskiego („…nas nie przekonają, że białe jest białe, a czarne jest czarne”), będącego integralną częścią utworu. Szymański zaproponował organizatorom kompromisowe wyjście z sytuacji, oferując zastąpienie wspomnianego klipu innym klipem, zawierającym słowa „tekst usunięty w wyniku włączenia autocenzury”, na co organizatorzy mieli się nie zgodzić. W odpowiedzi na zarzuty Szymańskiego pojawiły się ze strony organizatorów z dziennym opóźnieniem liczne oświadczenia, w tym prezesa Fundacji Piąta Esencja, która zamówiła utwór u kompozytora, Lecha Dzierżanowskiego. Dzierżanowski zarzucił kompozytorowi m.in. zatajenia istnienia nagrania, podając ten rzekomy fakt jako powód wycofania się z prawykonania. Upubliczniona zainteresowanym przez magazyn Glissando partytura, przekazana zamawiającym już w 2020 roku, zawiera jednak jednoznacznie w spisie instrumentów oraz w adnotacjach wykonawczych informację o istnieniu nagrania.
Kontrowersje może też budzić rola Mieczysława Kominka, prezesa Związku Kompozytorów Polskich, tam też dyrektora Polskiego Centrum Informacji Muzycznej, w tym serwisu informacyjnego polmic.pl, a zarazem przewodniczącego Rady Programowej festiwalu Eufonie. W swoim oświadczeniu Mieczysław Kominek podważył dwukrotnie koncepcję artystyczną Szymańskiego. Podpisał się nie tylko jako przewodniczący Rady Programowej festiwalu Eufonie, ale także jako prezes Związku Kompozytorów Polskich – sugerując tym samym, że stanowisko to jest powiązane z tymże Związkiem. Ponadto Kominek nadużył swojej roli jako dyrektor serwisu informacyjnego Polskiego Centrum Informacji Muzycznej, publikując na stronie internetowej i na stronie facebookowej wyłącznie oświadczenia własnej strony.

## Wybrane kompozycje
- K. na orkiestrę (1972)
- Epitafium na dwa fortepiany (1974)
- Kwartet smyczkowy (1975)
- Limeryki [wersja I] na skrzypce i klawesyn (1975)
- Partita I na orkiestrę (1976)
- Kyrie na chór chłopięcy i orkiestrę (1977)
- Intermezzo na 2 flety, perkusję, 4 skrzypiec, 3 altówki, 2 wiolonczele i kontrabas (1977)
- Partita II na orkiestrę (1977-78)
- Dziesięć utworów na trio smyczkowe (1979)
- Gloria na chór żeński i zespół instrumentalny (1979)
- Limeryki [wersja II] na flet, skrzypce i wiolonczelę (1979)
- La Folia na taśmę (1979)
- ...Under the plane tree na taśmę (1980)
- Cztery utwory liturgiczne na sopran i orkiestrę (1980-81)
- Villanelle na kontratenor, 2 altówki i klawesyn (1981)
- Sonata na smyczki i perkusję (1982)
- Dwa utwory na kwartet smyczkowy (1982)
- Appendix na flet piccolo i zespół kameralny (1983)
- Dwie konstrukcje iluzoryczne na klarnet, wiolonczelę i fortepian (1984)
- Lux aeterna na głosy i instrumenty (1984)
- Partita III na klawesyn amplifikowany i orkiestrę (1985-86)
- Partita IV na orkiestrę (1986)
- Trop na fortepian (1986)
- Dwie etiudy na fortepian (1986, m.in. w spektaklu Śmierć rotmistrza Pileckiego)
- Through the looking glass... I na orkiestrę kameralną (1987)
- Through the looking glass... II na taśmę (1988)
- A study of shade [version I] na małą orkiestrą (1989)
- A kaleidoscope for M.C.E. [version I] na wiolonczelę (1989)
- Fuga na fortepian (1990)
- Quasi una sinfonietta na orkiestrę kameralną (1990)
- Sixty-odd pages na orkiestrę kameralną (1991)
- A Due na dwoje skrzypiec (1991)
- A study of shade [version II] na orkiestrę (1992)
- Two studies na orkiestrę (1992)
- Pięć utworów na kwartet smyczkowy (1992)
- Miserere na głosy i instrumenty (1993)
- Trzy utwory na 3 flety proste z akompaniamentem metronomu (1993)
- Dwa preludia na fortepian (1994)
- Through the looking glass... III [version I] na klawesyn (1994)
- Through the looking glass... III [version II] na klawesyn i kwartet smyczkowy (1994)
- Koncert na fortepian i orkiestrę (1994)
- A kaleidoscope for M.C.E. [version II] na skrzypce (1994)
- Sonat(in)a na fortepian (1995)
- In paradisum motet na chór męski (1995)
- Dwie melodie na fortepian (1995)
- Bagatelle für A.W. für Geige, Klarinette, Tenorsaxophon und Klavier (1995)
- Muzyka filmowa na orkiestrę (1994-1996)
- Recalling a serenade na klarnet, 2 skrzypiec, altówkę i wiolonczelę (1996)
- Viderunt omnes na chór i zespół (1998)
- Preludium i Fuga na fortepian (2000)
- Concerto a'4 na klarnet, puzon, wiolonczelę i fortepian (2004)
- Singletrack na fortepian (2005)
- Qudsja Zaher ,opera w dwóch aktach na głos solo do libretta Macieja Drygasa (2005) – prapremiera Teatr Wielki – Opera Narodowa (2013)
- Gigue na wiolonczelę solo (2006)
- Ceci n’est pas une ouverture na orkiestrę (2007)
- Utwory kameralne/Kwartet śląski (2006)
- 1-5 Five Pieces for string quartet /Pięć utworów na kwartet smyczkowy
- 6. Compartment 2, Car 7 for violin, viola, cello and vibraphone
- 7-8 Two Pieces for string quartet /Dwa utwory na kwartet smyczkowy
- 9. Recalling a Serenade for clarinet and string quartet
- 10. A Photo from the Birthday Party (The Silesian String Quartet with a Shadow of Bartok) / Fotografia z przyjęcia urodzinowego (Kwartet Śląski z cieniem Bartoka)
- „.Eals(Oomsu)” na orkiestrę symfoniczną (2009)
- „A piu corde” na fortepian i harfy (2011)